# ジェイク・ロイド
ジェイク・ロイド（Jake Lloyd、1989年3月5日 - ）は、アメリカ合衆国の元俳優、映像作家。

## 人物
コロラド州フォート・コリンズで、エンターテインメントエージェントのリサと、救急救命士のビル・ロイドのあいだに生まれた。マディソンという妹がいる。
『ジングル・オール・ザ・ウェイ』や『スター・ウォーズ エピソード1/ファントム・メナス』への出演でよく知られている。ジェイクの最新映画の『プライド・オブ・マディソン/栄光への挑戦』は2001年に撮影されたが、2005年4月まで公開されなかった。またその年、彼は『スター・ウォーズ』以来の初めてとなるインタビューをMTVで受け、仕事を得るためにオーディションを受けていると述べた。しかしアナキン役以降、同作がラジー賞で「最低助演男優賞」にノミネートされたことにより学校で同級生から顔を合わせるたびにライトセーバーの音を出すなどのいじめを受けるようになっており、並行して1日60件ものインタビューをこなしていた事が心労として積み重なっていたという。ロイドはこの頃を「生き地獄」と表現している。また、スター・ウォーズ関連の記念品を全て破壊したとされる。

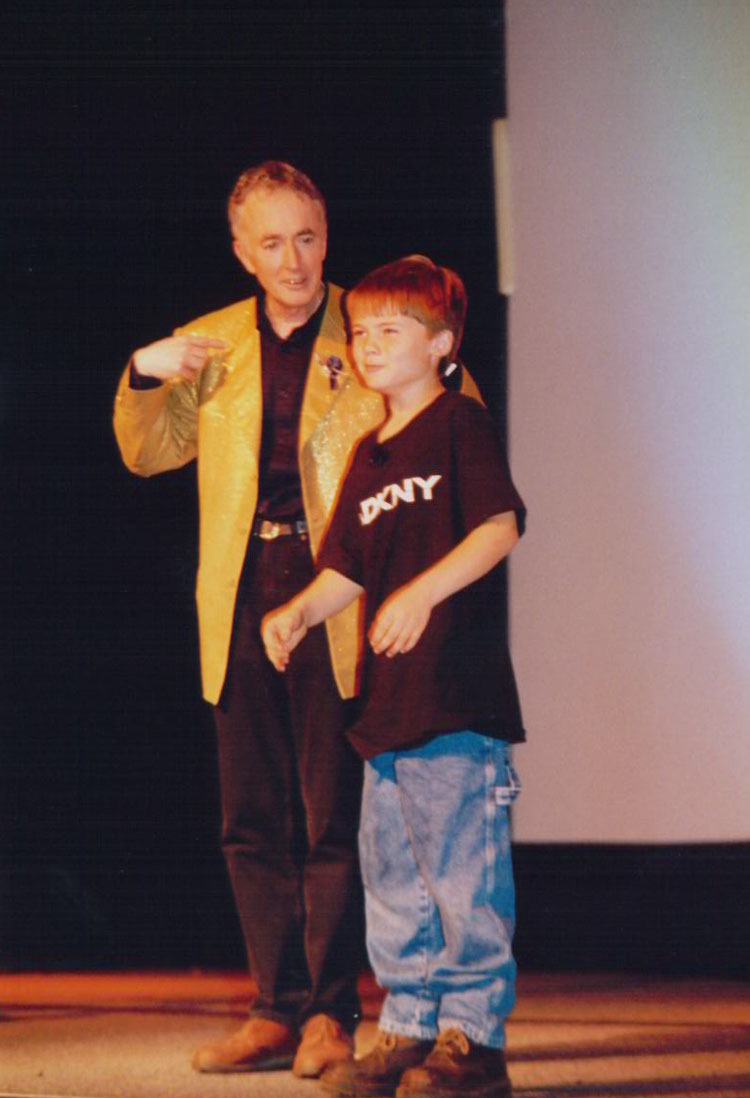
2007

2007年、ロイドはインディアナ州カーメルでカーメル高校を卒業。俳優を引退した後、シカゴのコロンビア・カレッジに進学して映像制作を専攻するも一学期で中退。
2015年6月17日、サウスカロライナ州チャールストン郡で車を運転中に保安官代理に停止を求められた際、パトカーを撒こうと約25マイル（約40km）に及ぶカーチェイスを起こし、無謀運転、停止命令の無視、逮捕への抵抗、免許不携帯の罪で逮捕された。これにより刑務所に収監されたが、2016年4月に統合失調症療養のため精神病施設に移された。この事件の影響で「エピソード1」のDVDが全世界で店舗から引き上げられ、発売予定だった「エピソード1」のリマスター3Dのブルーレイも中止し、TVも一時期は放送していたが未放送のまま現在に至る。
2020年1月、彼の家族はジェイク・ロイドが正式に統合失調症と診断されたことを発表した。

## 出演作品

### テレビ
- ER緊急救命室（第2シーズン） ER - ゲスト出演
- アストロノーツ APOLLO 11 (1996)

### 映画
- ミルドレッド/輝きの季節 Unhook the Stars (1995)
- ジングル・オール・ザ・ウェイ Jingle All the Way (1996)
- バーチャル・ウォーズ3 Virtual Obsession (1997)
- スター・ウォーズ エピソード1/ファントム・メナス Star Wars Episode I: The Phantom Menace (1999) - アナキン・スカイウォーカー役
- スペース・ミッション 宇宙への挑戦 Race to Space (2001)
- プライド・オブ・マディソン/栄光への挑戦 Madison (2001)